# 青山景通
青山景通（あおやまかげみち、1819年（文政2年） - 1891年（明治24年）12月11日）は、幕末から明治の日本の復古神道家。美濃国苗木藩の下級藩士。通称は稲吉（いなきち）。青山直通は長男、東京帝国大学の医学博士で後に男爵となった青山胤通は三男。江戸で平田篤胤の門人となり、書を三好想山より学んだ。王政復古期の改革で子の直通とともに重要な役割を担った。『経済総論』の写本も行っている。

## 人物略歴
嘉永5年（1852年）、34歳で平田銕胤（平田篤胤養子）の塾気吹舎に入門した。苗木藩主遠山友詳が奏者番・若年寄の要職にあったことから江戸幕府の情報を得やすく、坂下門外の変やその後の幕府人事についての情報を銕胤に伝えている。文久3年（1863年）、奸吏と通謀して正義を害したとして銕胤より破門されていた国学者鈴木重胤を暗殺した。
明治維新後は神祇事務局、神祇官権判事、神祇少祐を務めた。平田国学を奉じた他の青山一門とともに、儒教教育の否定や、藩内の寺院（藩公の菩提寺を含む）、位牌の破却を特に率先して行ったため、強い反発を買い、元筆頭家老の千葉権右衛門、東侑之進、千葉武男、千葉鐐五郎、神山健之進、中原央、八尾伊織らが蜂起を画策するに至ったが、これを察知した青山景道は、明治3年（1870年）1月12日に一連の共謀者を逮捕し流罪、投獄した。同年5月6日、荻原嚴雄、三輪田元綱らとともに国学四大人の霊祭をおこなっている。
明治2年（1869年）には、三男の青山胤通を平田信胤（平田鐵胤の子）の養子に出して平田胤道と改名したが、1871年に養父の信胤が亡くなったため青山家へ戻した。

## 廃仏毀釈
維新後の苗木藩では、平田国学の影響を受けた藩政改革が図られ、藩の大参事となった長男の青山直通とともに藩内の廃仏毀釈を徹底的に実行（東白川村の蟠龍寺などの例がある）、政府の神道国教化政策にしたがって神仏分離を推進した。明治3年9月27日、苗木藩庁は、支配地一同が神葬改宗したので、管内の15か寺の廃寺と、その寺僧たちに還俗を申し付けたことを、弁官（中央役人）に届けた。
- 恵那郡
  - 苗木村　雲林寺・仏好寺
  - 福岡村　片岡寺　
  - 蛭川村　宝林寺　
  - 坂下村　長昌寺
  - 高山村　岩松寺
  - 中野方村 心観寺
  - 河合村　竜現寺
- 加茂郡
  - 飯地村　洞泉寺
  - 黒川村　正法寺　　　
  - 赤河村　昌寿寺
  - 神土村　常楽寺
  - 姫栗村　長増寺
  - 犬地村　積善寺
  - 切井村　龍気寺

この届け書によると、廃寺は15か寺となっているが、実際には苗木の雲林寺の塔頭の正岳院や、加茂郡大沢村の蟠龍寺も廃寺となっている。

## 年譜
- 1819年（文政2年）　生誕
- 1852年 （嘉永5年）平田銕胤の門に入る。
- 1859年（安政6年）5月15日　江戸麻布で胤通生まる。
- 1868年（慶応4年）5月　維新政府に登用され、徴士、神祇官権判事に任命
- 1876年（明治9年）家禄奉還と廃仏毀釈への反発から青山邸焼き討ち。当人らは留守。
- 1891年（明治24年）　死去